# 栋皮埃尔-贝坎库尔
栋皮埃尔-贝坎库尔（法語：Dompierre-Becquincourt，法語發音：[dɔ̃pjɛʁ bɛkɛ̃kuʁ]）是法国大東部大區索姆省的一个市镇，属于佩罗讷区。该市镇于1964年由原市镇桑泰尔地区栋皮埃尔（Dompierre-en-Santerre）和贝坎库尔（Becquincourt）合并而成。

## 地理
栋皮埃尔-贝坎库尔（49°54'27"N, 2°48'18"E）面积11.05 平方千米，位于法国上法蘭西大區索姆省，该省份为法国北部沿海省份，北起加来海峡省和北部省，西接滨海塞纳省和大西洋英吉利海峡，南至瓦兹省，东临埃纳省。
与栋皮埃尔-贝坎库尔接壤的市镇（或旧市镇、城区）包括：弗里斯、费村、阿斯维莱、卡皮、方丹莱卡皮、埃尔贝库尔。

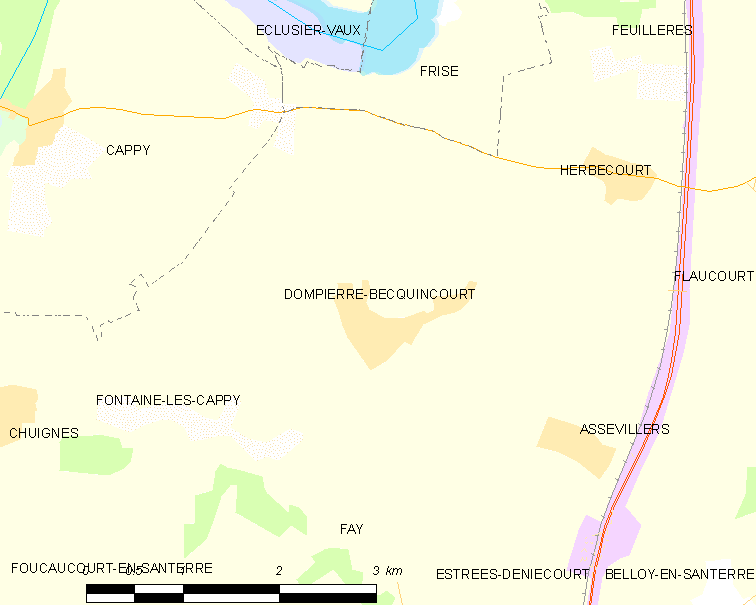
栋皮埃尔-贝坎库尔的OSM定位图

栋皮埃尔-贝坎库尔的时区为UTC+01:00、UTC+02:00（夏令时）。

## 行政
栋皮埃尔-贝坎库尔的邮政编码为80980，INSEE市镇编码为80247。

## 政治
栋皮埃尔-贝坎库尔所属的省级选区为阿姆县。

## 人口

1962-2008年间栋皮埃尔-贝坎库尔人口变化图示

栋皮埃尔-贝坎库尔于2022年1月1日时的人口数量为714人。